# Шаново
Ша́ново (болг. Шаново) — село в Старозагорській області Болгарії. Входить до складу общини Миглиж.

## Населення
За даними перепису населення 2011 року у селі проживали 352 особи.
Національний склад населення села:
| Національність   | Кількість осіб | Відсоток |
| ---------------- | -------------- | -------- |
| болгари          | 313            | 90,2%    |
| цигани           | 33             | 9,5%     |
| Всього відповіли | 347            |          |

Розподіл населення за віком у 2011 році:
Динаміка населення: